# Обераула
Обераула (нем. Oberaula) — община в Германии, в земле Гессен. Подчиняется административному округу Кассель. Входит в состав района Швальм-Эдер.  Население составляет 3232 человека (на 31 декабря 2010 года). Занимает площадь 43,95 км².
Община подразделяется на 6 сельских округов.